# Vacances mortelles (téléfilm)
Vacances mortelles est un téléfilm français réalisé par Laurence Katrian diffusé en 2003.

## Synopsis
Manon, une jeune femme qui vole des hommes après les avoir attirés par son charme, se retrouve par hasard face à l'une de ses anciennes victimes dans un hôtel à Saint-Barth.
Elle réussit à s'échapper en se joignant à un groupe de touristes partant en excursion sur une ile proche. Mais l'excursion tourne rapidement au cauchemar car les meurtres s'accumulent.

## Fiche technique
- Réalisateur : Laurence Katrian
- Scénario, adaptation et dialogues : Catherine Touzet et Samantha Mazeras
- Sur une idée originale de Sophie Robert et François Greze
- D'après une histoire de Michel Picard et Claude Jacquet
- Photographie : Eric Guichard
- Musique : Erwann Kermorvant
- Chef décorateur : Leonardo Haertling
- Cascades : Michel Norman
- Durée : 90 minutes
- Pays :  France

## Distribution
- Anne Caillon : Manon
- Bernard Yerlès : François
- Jérôme Huguet : Thomas
- Stéphanie Pasterkamp : Mélanie
- Tomer Sisley : Stavros
- Constance Dollé : Natacha
- Grégory Sauvion : Greg
- Ruddy Sylaire : Toussaint
- Gwennaël Lefierdebras : Client endormi par Manon
- Jean-Emmanuel Emile : Client qui reconnait Manon
- Alex Donote : Le directeur de l'hôtel